# Nalu
El nalu és una llengua africana del grup de les llengües senegambianes dins la família de les llengües atlàntiques. És parlada pels nalus, una ètnia que viu a Guinea Bissau i a Guinea i que es va assentar a la regió abans de l'arribada dels mandinques el XIV o XV.
S'estima que la parlen entre 10.000 i 25.000 persones, mentre que Wilson (2007) informa que hi ha uns 12.000 parlants. El parlen majoritàriament els adults. Es considera una llengua en perill d'extinció a causa de la disminució de la població de parlants. És una llengua amenaçada segons criteris de la UNESCO.

## Classificació
Contràriament a classificacions anteriors, Güldemann (2018) no classifica el Nalu dins del Níger-Congo. Tampoc forma un subgrup amb les llengües de Rio Nunez.
El Nalu es classifica tradicionalment com a Níger-Congo, Atlàntic-Congo, Mbulughish-Nalu.

## Història
El poble nalu que parla nalu es va establir a l'Àfrica occidental abans que el poble mandenkàs. Això els situaria a l'Àfrica occidental entre els segles XIV i XV. Wilson (2007) informa que el poble Nalu havia vingut originàriament de Guinea-Bissau.
Els parlants nalu s'estan desplaçant cap a la llengua susu, que està guanyant més popularitat a Guinea. Té una població predominantment adulta. La pròxima generació abandona l'idioma, amb l'excepció d'alguns pobles remots al voltant de Katoufoura.

## Distribució geogràfica
El nalu es parla principalment als litorals, o regions costaneres, de Guinea i Guinea Bissau. La majoria de parlants de nalu a Guinea viuen al nord del riu Nuñez a les illes Tristão, a la subprefectura de Kanfarandé, a la prefectura de Boké. A Guinea-Bissau, la majoria dels parlants de nalu viuen a l'estuari de Cacine a la regió de Tombali.

## Fonologia

### Consonants[4]
| Labial | Alveolar | Palatal | Velar | Labiovelar |
| ------ | -------- | ------- | ----- | ---------- |
| p b    | t d      | c       | g     | gb         |
| f      | θ, s     |         |       | h          |
| m      | n        |         | ŋ     |            |
| w      | r, l     | j       |       |            |

### Vocals[4]
|            | Davant | Central | esquena |
| ---------- | ------ | ------- | ------- |
| Alt        | i iː   |         | u uː    |
| Mitjà-alt  | e eː   |         | o oː    |
| Mitjà-baix | ɛ ɛː   |         | ɔ ɔː    |
| baix       |        | a aː    |         |

## Vocabulari
El nalu va patir un canvi sonor en el seu idioma. El canvi de so generalment es produeix a causa dels sons que requereixen menys esforç. Aquests canvis de so solen estar limitats a cada dialecte d'un idioma i a la secció següent trobareu exemples dels canvis de so de la llengua nalu. El nalu té sis dialectes, tres es parlen a Guinea-Conakry i tres es parlen a Guinée-Bissau. Tanmateix, es desconeix la relació entre els dialectes.

### Alguns substantius[14][15]
| Català                 | Nalu         |
| ---------------------- | ------------ |
| home                   | be-cel       |
| brut/negre             | m-balax      |
| refredat               | m-hon        |
| fletxa                 | n-kiam       |
| destral                | n-wōfañ      |
| sang                   | a-nyak       |
| arc                    | m-firl       |
| germà                  | n-wōke       |
| cap/rei                | m-fem/be-fem |
| diable/esperit maligne | m-banjon     |
| metge (metge)          | mi-let       |
| foc                    | met          |
| Déu                    | gu-dana      |
| lluna                  | m-bilañ      |
| nit                    | fot          |
| esclau                 | m-bol        |
| serp                   | mi-sis       |

### Alguns verbs[15]
| Català | Nalu  |
| ------ | ----- |
| venir  | m-ba  |
| matar  | rama  |
| morir  | n-ref |

### Canvis progressius[14]
| Català | Abans del canvi del nalu | Després del canvi del nalu |
| ------ | ------------------------ | -------------------------- |
| os     | nhol                     | a-hol                      |
| boca   | n-sol                    | a-sol                      |
| matar  | m-rama                   | rama                       |
| home   | nlam-cel                 | be-cel                     |
| ull    | n-cet                    | a-cet                      |